# Società Sportiva Lazio 2025-2026
Questa voce raccoglie le informazioni riguardanti la Società Sportiva Lazio nelle competizioni ufficiali della stagione 2025-2026.

## Stagione
La stagione 2025-2026 sarà l'83ª della Lazio in Serie A (la 38ª consecutiva).I biancocelesti partecipano inoltre alla Coppa Italia, ma per la prima volta dopo 8 stagioni consecutive non partecipano a competizioni europee. Viene richiamato in panchina, a distanza di quindici mesi, Maurizio Sarri.

## Divise e sponsor
Per il quarto anno consecutivo lo sponsor tecnico dei biancocelesti è la società giapponese Mizuno. L'8 luglio vengono presentati sui canali social della società, i kit home, dal tradizionale colore celeste, ed away, di colore bianco. L'11 agosto successivo, sempre sui canali social, viene presentata la terza maglia, di colore blu, con l'aquila della Lazio stilizzata disegnata.

## Organigramma societario
Dal sito internet ufficiale della società.
Area direttiva
Consiglio di gestione
- Presidente: Claudio Lotito
- Consigliere: Marco Moschini

Consiglio di sorveglianza
- Presidente: Alberto Incollingo
- Vicepresidente: Fabio Bassan
- Consiglieri: Vincenzo Sanguigni, Monica Squintu, Silvia Venturini

Area organizzativa
- Direttore Sportivo: Angelo Mariano Fabiani
- Segretario Generale: Armando Antonio Calveri
- Direzione Amm.va e Controllo di Gestione / Investor Relator: Marco Cavaliere
- Direzione Legale e Contenziosi: Francesca Miele
- Direzione Organizzativa Centro Sportivo di Formello, Uffici, Country Club, Stadio: Giovanni Russo
- Responsabile della Strategia e dell'organizzazione della Comunicazione: Emanuele Floridi
- Dirigente accompagnatore: Alberto Bianchi
- R.S.P.P.: Sergio Pinata
- Responsabile Biglietteria: Angelo Cragnotti
- Direttore Generale Settore Giovanile: Enrico Lotito
- Direzione Settore Giovanile: Fabrizio Fratini
- Segretario Settore Giovanile: Giuseppe Lupo

Area marketing
- Coordinatore Marketing, Sponsorizzazioni ed Eventi: Marco Canigiani
- Area Marketing: Massimiliano Burali d'Arezzo, Laura Silvia Zaccheo
- Area Licensing e Retail: Valerio D'Attilia

Area tecnica
- Allenatore: Maurizio Sarri
- Allenatore in seconda: Marco Ianni
- Collaboratori tecnici: Mattia Pasqui, Michele Beoni, Giammarco Fedeli
- Preparatori dei portieri: Massimo Nenci, Cristiano Viotti
- Preparatori atletici: Davide Losi, Davide Ranzato, Simone Fugalli
- Match analyst: Nicholas Cicchetti
- Team Manager: Stefan Derkum

Area sanitaria
- Direttore sanitario: dott. Ivo Pulcini
- Coordinatore area medica: dott. Fabio Rodia
- Medico sociale: dott. Italo Leo
- Fisioterapisti: Christian Marsella, Daniele Misseri, Glauco Bucci, Gianni Scappini, Luigi Iachetti

## Rosa
Rosa e numerazione aggiornate al 13 agosto 2025.
| N. |                        | Ruolo | Calciatore                 |
| -- | ---------------------- | ----- | -------------------------- |
| 2  | Francia (bandiera)     | D     | Samuel Gigot               |
| 3  | Italia (bandiera)      | D     | Luca Pellegrini            |
| 4  | Spagna (bandiera)      | D     | Patric (vice capitano)     |
| 5  | Uruguay (bandiera)     | C     | Matías Vecino              |
| 6  | Italia (bandiera)      | C     | Nicolò Rovella             |
| 7  | Nigeria (bandiera)     | C     | Fisayo Dele-Bashiru        |
| 8  | Francia (bandiera)     | C     | Mattéo Guendouzi           |
| 9  | Spagna (bandiera)      | A     | Pedro                      |
| 10 | Italia (bandiera)      | C     | Mattia Zaccagni (capitano) |
| 11 | Argentina (bandiera)   | A     | Valentín Castellanos       |
| 13 | Italia (bandiera)      | D     | Alessio Romagnoli          |
| 14 | Paesi Bassi (bandiera) | A     | Tijjani Noslin             |
| 17 | Portogallo (bandiera)  | D     | Nuno Tavares               |
| 18 | Danimarca (bandiera)   | A     | Gustav Isaksen             |
| 19 | Senegal (bandiera)     | A     | Boulaye Dia                |
| 21 | Marocco (bandiera)     | C     | Reda Belahyane             |

| N. |                       | Ruolo | Calciatore          |
| -- | --------------------- | ----- | ------------------- |
| 22 | Italia (bandiera)     | A     | Matteo Cancellieri  |
| 23 | Albania (bandiera)    | D     | Elseid Hysaj        |
| 25 | Danimarca (bandiera)  | D     | Oliver Provstgaard  |
| 26 | Croazia (bandiera)    | C     | Toma Bašić          |
| 29 | Italia (bandiera)     | C     | Manuel Lazzari      |
| 31 | Portogallo (bandiera) | A     | Saná Fernandes      |
| 32 | Italia (bandiera)     | C     | Danilo Cataldi      |
| 34 | Spagna (bandiera)     | D     | Mario Gila          |
| 35 | Grecia (bandiera)     | P     | Chrīstos Mandas     |
| 55 | Italia (bandiera)     | P     | Alessio Furlanetto  |
| 77 | Montenegro (bandiera) | D     | Adam Marušić        |
| 94 | Italia (bandiera)     | P     | Ivan Provedel       |
| -  | Serbia (bandiera)     | D     | Dimitrije Kamenović |
| -  | Algeria (bandiera)    | C     | Mohamed Fares       |
| -  | Spagna (bandiera)     | C     | Cristo Muñoz        |

## Calciomercato

### Sessione estiva(dal 1/7 al 1/9)
Il 26 maggio 2025 la Covisoc, via PEC, ha comunicato alla società che non sono stati rispettati alcuni parametri, ed ha pertanto bloccato il mercato in entrata del club fino al 1° settembre 2025. La decisione si basa sui dati della trimestrale al 31 marzo e i tre parametri Figc – indice di liquidità, indebitamento e il costo del lavoro allargato – sono stati sforati dalla società capitolina che, nonostante sia regolarmente iscritta al campionato di Serie A, non può effettuare nuovi acquisti.
| Acquisti         | Acquisti                  | Acquisti            | Acquisti                                                           |
| R.               | Nome                      | da                  | Modalità                                                           |
| ---------------- | ------------------------- | ------------------- | ------------------------------------------------------------------ |
| C                | Danilo Cataldi            | Fiorentina          | fine prestito                                                      |
| A                | Matteo Cancellieri        | Parma               | fine prestito                                                      |
| Altre operazioni |                           |                     |                                                                    |
| R.               | Nome                      | da                  | Modalità                                                           |
| D                | Romano Floriani Mussolini | Juve Stabia         | diritto di controriscatto esercitato                               |
| D                | Samuel Gigot              | Olympique Marsiglia | obbligo di riscatto esercitato (500000 € + 3,3 milioni € di bonus) |
| D                | Dimitrije Kamenović       | Yverdon             | fine prestito                                                      |
| D                | Luca Pellegrini           | Juventus            | obbligo di riscatto esercitato (4 milioni €)                       |
| D                | Fabio Andrea Ruggeri      | Salernitana         | fine prestito                                                      |
| D                | Nuno Tavares              | Arsenal             | obbligo di riscatto esercitato (5 milioni €)                       |
| C                | Jean-Daniel Akpa-Akpro    | Monza               | fine prestito                                                      |
| C                | Marco Bertini             | Ascoli              | fine prestito                                                      |
| C                | Gaetano Castrovilli       | Monza               | fine prestito                                                      |
| C                | Larsson Coulibaly         | Birkirkara          | fine prestito                                                      |
| C                | Fisayo Dele-Bashiru       | Hatayspor           | obbligo di riscatto esercitato (3,4 milioni €)                     |
| C                | Mohamed Fares             | Panserraïkos        | fine prestito                                                      |
| C                | Nicolò Rovella            | Juventus            | obbligo di riscatto esercitato (17 milioni €)                      |
| A                | Gabriele Artistico        | Cosenza             | fine prestito                                                      |
| A                | Valerio Crespi            | Feralpisalò         | fine prestito                                                      |
| A                | Vincenzo Di Gianni        | Siena               | fine prestito                                                      |
| A                | Saná Fernandes            | NAC Breda           | fine prestito                                                      |

| Cessioni         | Cessioni                  | Cessioni      | Cessioni                                                     |
| R.               | Nome                      | a             | Modalità                                                     |
| ---------------- | ------------------------- | ------------- | ------------------------------------------------------------ |
| C                | André Anderson            | -             | svincolato                                                   |
| C                | Arijon Ibrahimović        | Bayern Monaco | fine prestito                                                |
| A                | Loum Tchaouna             | Burnley       | definitivo (15,2 milioni €)                                  |
| Altre operazioni |                           |               |                                                              |
| R.               | Nome                      | a             | Modalità                                                     |
| P                | Davide Renzetti           | Bra           | prestito                                                     |
| D                | Filipe Bordon             | Südtirol      | prestito con diritto di riscatto e controriscatto            |
| D                | Nicolò Casale             | Bologna       | obbligo di riscatto esercitato (6,5 milioni €)               |
| D                | Romano Floriani Mussolini | Cremonese     | prestito con diritto di riscatto                             |
| D                | Alessandro Milani         | Avellino      | prestito con diritto di riscatto e controriscatto            |
| D                | Fabio Andrea Ruggeri      | Carrarese     | definitivo                                                   |
| D                | Matteo Zazza              | -             | svincolato                                                   |
| C                | Jean-Daniel Akpa-Akpro    | -             | svincolato                                                   |
| C                | Marco Bertini             | Pianese       | definitivo (gratuito)                                        |
| C                | Gaetano Castrovilli       | -             | svincolato                                                   |
| C                | Larsson Coulibaly         | -             | svincolato                                                   |
| C                | Leonardo Di Tommaso       | Casertana     | prestito con diritto di riscatto e controriscatto            |
| C                | Marcos Antônio            | San Paolo     | rinnovo del prestito con diritto di riscatto (4,2 milioni €) |
| C                | Marco Nazzaro             | -             | svincolato                                                   |
| A                | Gabriele Artistico        | Spezia        | prestito con diritto di riscatto e controriscatto            |
| A                | Mahamadou Baldé           | Tenerife      | definitivo                                                   |
| A                | Valerio Crespi            | Avellino      | definitivo                                                   |

## Risultati

#### Girone di andata
| Como 24 agosto 2025, ore 18:30 CEST 1ª giornata | Como | – referto | Lazio | Stadio Giuseppe Sinigaglia |

| Roma 31 agosto 2025, ore 20:45 CEST 2ª giornata | Lazio | – referto | Verona | Stadio Olimpico |

| Reggio Emilia 14 settembre 2025, ore 18:00 CEST 3ª giornata | Sassuolo | – referto | Lazio | Mapei Stadium - Città del Tricolore |

| Roma 4ª giornata | Lazio | – referto | Roma | Stadio Olimpico |

| Genova 5ª giornata | Genoa | – referto | Lazio | Stadio Luigi Ferraris |

| Roma 6ª giornata | Lazio | – referto | Torino | Stadio Olimpico |

| Bergamo 7ª giornata | Atalanta | – referto | Lazio | Gewiss Stadium |

| Roma 8ª giornata | Lazio | – referto | Juventus | Stadio Olimpico |

| Pisa 9ª giornata | Pisa | – referto | Lazio | Stadio Arena Garibaldi-Romeo Anconetani |

| Roma 10ª giornata | Lazio | – referto | Cagliari | Stadio Olimpico |

| Milano 11ª giornata | Inter | – referto | Lazio | Stadio Giuseppe Meazza |

| Roma 12ª giornata | Lazio | – referto | Lecce | Stadio Olimpico |

| Milano 13ª giornata | Milan | – referto | Lazio | Stadio Giuseppe Meazza |

| Roma 14ª giornata | Lazio | – referto | Bologna | Stadio Olimpico |

| Parma 15ª giornata | Parma | – referto | Lazio | Stadio Ennio Tardini |

| Roma 16ª giornata | Lazio | – referto | Cremonese | Stadio Olimpico |

| Udine 17ª giornata | Udinese | – referto | Lazio | Stadio Friuli |

| Roma 18ª giornata | Lazio | – referto | Napoli | Stadio Olimpico |

| Roma 19ª giornata | Lazio | – referto | Fiorentina | Stadio Olimpico |

#### Girone di ritorno
| Verona 20ª giornata | Verona | – referto | Lazio | Stadio Marcantonio Bentegodi |

| Roma 21ª giornata | Lazio | – referto | Como | Stadio Olimpico |

| Lecce 22ª giornata | Lecce | – referto | Lazio | Stadio Via del mare |

| Roma 23ª giornata | Lazio | – referto | Genoa | Stadio Olimpico |

| Torino 24ª giornata | Juventus | – referto | Lazio | Allianz Stadium |

| Roma 25ª giornata | Lazio | – referto | Atalanta | Stadio Olimpico |

| Cagliari 26ª giornata | Cagliari | – referto | Lazio | Unipol Domus |

| Torino 27ª giornata | Torino | – referto | Lazio | Stadio Olimpico Grande Torino |

| Roma 28ª giornata | Lazio | – referto | Sassuolo | Stadio Olimpico |

| Roma 29ª giornata | Lazio | – referto | Milan | Stadio Olimpico |

| Bologna 30ª giornata | Bologna | – referto | Lazio | Stadio Renato Dall'Ara |

| Roma 31ª giornata | Lazio | – referto | Parma | Stadio Olimpico |

| Firenze 32ª giornata | Fiorentina | – referto | Lazio | Stadio Artemio Franchi |

| Napoli 33ª giornata | Napoli | – referto | Lazio | Stadio Diego Armando Maradona |

| Roma 34ª giornata | Lazio | – referto | Udinese | Stadio Olimpico |

| Cremona 35ª giornata | Cremonese | – referto | Lazio | Stadio Giovanni Zini |

| Roma 36ª giornata | Lazio | – referto | Inter | Stadio Olimpico |

| Roma 37ª giornata | Roma | – referto | Lazio | Stadio Olimpico |

| Roma 38ª giornata | Lazio | – referto | Pisa | Stadio Olimpico |

### Coppa Italia

#### Fase finale
| Ottavi di finale |  | – |  |  |

## Statistiche

### Statistiche di squadra
| Competizione | Punti | In casa | In casa | In casa | In casa | In casa | In casa | In trasferta | In trasferta | In trasferta | In trasferta | In trasferta | In trasferta | Totale | Totale | Totale | Totale | Totale | Totale | DR |
| Competizione | Punti | G       | V       | N       | P       | Gf      | Gs      | G            | V            | N            | P            | Gf           | Gs           | G      | V      | N      | P      | Gf     | Gs     | DR |
| ------------ | ----- | ------- | ------- | ------- | ------- | ------- | ------- | ------------ | ------------ | ------------ | ------------ | ------------ | ------------ | ------ | ------ | ------ | ------ | ------ | ------ | -- |
| Serie A      |       |         |         |         |         |         |         |              |              |              |              |              |              |        |        |        |        |        |        |    |
| Coppa Italia |       |         |         |         |         |         |         |              |              |              |              |              |              |        |        |        |        |        |        |    |
| Totale       |       |         |         |         |         |         |         |              |              |              |              |              |              |        |        |        |        |        |        |    |

### Andamento in campionato
| Giornata  | 1 | 2 | 3 | 4 | 5 | 6 | 7 | 8 | 9 | 10 | 11 | 12 | 13 | 14 | 15 | 16 | 17 | 18 | 19 | 20 | 21 | 22 | 23 | 24 | 25 | 26 | 27 | 28 | 29 | 30 | 31 | 32 | 33 | 34 | 35 | 36 | 37 | 38 |
| --------- | - | - | - | - | - | - | - | - | - | -- | -- | -- | -- | -- | -- | -- | -- | -- | -- | -- | -- | -- | -- | -- | -- | -- | -- | -- | -- | -- | -- | -- | -- | -- | -- | -- | -- | -- |
| Luogo     | T | C | T | C | T | C | T | C | T | C  | T  | C  | T  | C  | T  | C  | T  | C  | C  | T  | C  | T  | C  | T  | C  | T  | T  | C  | C  | T  | C  | T  | T  | C  | T  | C  | T  | C  |
| Risultato |   |   |   |   |   |   |   |   |   |    |    |    |    |    |    |    |    |    |    |    |    |    |    |    |    |    |    |    |    |    |    |    |    |    |    |    |    |    |
| Posizione |   |   |   |   |   |   |   |   |   |    |    |    |    |    |    |    |    |    |    |    |    |    |    |    |    |    |    |    |    |    |    |    |    |    |    |    |    |    |

Legenda:

Luogo: C = Casa; T = Trasferta. Risultato: V = Vittoria; N = Pareggio; P = Sconfitta.

### Statistiche dei giocatori
Sono in corsivo i giocatori in rosa che hanno lasciato la società a stagione in corso.
| Giocatore       | Serie A  | Serie A | Serie A     | Serie A    | Coppa Italia | Coppa Italia | Coppa Italia | Coppa Italia | Totale   | Totale | Totale      | Totale     |
| Giocatore       | Presenze | Reti    | Ammonizioni | Espulsioni | Presenze     | Reti         | Ammonizioni  | Espulsioni   | Presenze | Reti   | Ammonizioni | Espulsioni |
| --------------- | -------- | ------- | ----------- | ---------- | ------------ | ------------ | ------------ | ------------ | -------- | ------ | ----------- | ---------- |
| T. Bašić        | -        | -       | -           | -          | -            | -            | -            | -            | -        | -      | -           | -          |
| R. Belahyane    | -        | -       | -           | -          | -            | -            | -            | -            | -        | -      | -           | -          |
| M. Cancellieri  | -        | -       | -           | -          | -            | -            | -            | -            | -        | -      | -           | -          |
| V. Castellanos  | -        | -       | -           | -          | -            | -            | -            | -            | -        | -      | -           | -          |
| D. Cataldi      | -        | -       | -           | -          | -            | -            | -            | -            | -        | -      | -           | -          |
| F. Dele-Bashiru | -        | -       | -           | -          | -            | -            | -            | -            | -        | -      | -           | -          |
| B. Dia          | -        | -       | -           | -          | -            | -            | -            | -            | -        | -      | -           | -          |
| A. Furlanetto   | -        | -       | -           | -          | -            | -            | -            | -            | -        | -      | -           | -          |
| S. Gigot        | -        | -       | -           | -          | -            | -            | -            | -            | -        | -      | -           | -          |
| M. Gila         | -        | -       | -           | -          | -            | -            | -            | -            | -        | -      | -           | -          |
| M. Guendouzi    | -        | -       | -           | -          | -            | -            | -            | -            | -        | -      | -           | -          |
| E. Hysaj        | -        | -       | -           | -          | -            | -            | -            | -            | -        | -      | -           | -          |
| G. Isaksen      | -        | -       | -           | -          | -            | -            | -            | -            | -        | -      | -           | -          |
| M. Lazzari      | -        | -       | -           | -          | -            | -            | -            | -            | -        | -      | -           | -          |
| C. Mandas       | -        | -       | -           | -          | -            | -            | -            | -            | -        | -      | -           | -          |
| A. Marušić      | -        | -       | -           | -          | -            | -            | -            | -            | -        | -      | -           | -          |
| T. Noslin       | -        | -       | -           | -          | -            | -            | -            | -            | -        | -      | -           | -          |
| Patric          | -        | -       | -           | -          | -            | -            | -            | -            | -        | -      | -           | -          |
| Pedro           | -        | -       | -           | -          | -            | -            | -            | -            | -        | -      | -           | -          |
| L. Pellegrini   | -        | -       | -           | -          | -            | -            | -            | -            | -        | -      | -           | -          |
| I. Provedel     | -        | -       | -           | -          | -            | -            | -            | -            | -        | -      | -           | -          |
| O. Provstgaard  | -        | -       | -           | -          | -            | -            | -            | -            | -        | -      | -           | -          |
| A. Romagnoli    | -        | -       | -           | -          | -            | -            | -            | -            | -        | -      | -           | -          |
| N. Rovella      | -        | -       | -           | -          | -            | -            | -            | -            | -        | -      | -           | -          |
| N. Tavares      | -        | -       | -           | -          | -            | -            | -            | -            | -        | -      | -           | -          |
| M. Vecino       | -        | -       | -           | -          | -            | -            | -            | -            | -        | -      | -           | -          |
| M. Zaccagni     | -        | -       | -           | -          | -            | -            | -            | -            | -        | -      | -           | -          |